# Subdivisões de Tonga
Tonga tem seu território formado por cinco divisões, as quais se subdividem em 23 distritos. O território de Tonga é composto por 169 ilhas com aproximadamente 800 quilômetros quadrados. 

## Divisões
| Divisão   | Capital    | Superfície (km²) | População |
| Divisão   | Capital    | Superfície (km²) | 2021      |
| --------- | ---------- | ---------------- | --------- |
| 'Eua      | 'Ohonua    | 87,44            | 4 903     |
| Haʻapai   | Pangai     | 109,98           | 5 419     |
| Ongo Niua | Hihifo     | 71,69            | 1 150     |
| Tongatapu | Nukuʻalofa | 260,48           | 74 454    |
| Vavaʻu    | Neiafu     | 121,00           | 14 283    |
| Totale    | Totale     | 650,59           | 100 209   |

## Distritos
| Nome          | Divisão   | Código ISO 3166-2:TO | Capital       | Área (km²) | Habitantes | Densidade (hab./km²) | Notas |
| ------------- | --------- | -------------------- | ------------- | ---------- | ---------- | -------------------- | ----- |
| Kolofo'ou     | Tongatapu | TO-041               | Nukuʻalofa    |            | 17 294     | 285,83 hab./km²      |       |
| Kolomotu'a    | Tongatapu | TO-042               | Nukuʻalofa    |            | 16 826     | 285,83 hab./km²      |       |
| Vaini         | Tongatapu | TO-043               | Vaini         |            | 13 246     | 285,83 hab./km²      |       |
| Tatakamotonga | Tongatapu | TO-044               | Tatakamotonga |            | 7 216      | 285,83 hab./km²      |       |
| Lapaha        | Tongatapu | TO-045               | Lapaha        |            | 7 353      | 285,83 hab./km²      |       |
| Nukunuku      | Tongatapu | TO-046               | Nukunuku      |            | 8 220      | 285,83 hab./km²      |       |
| Kolovai       | Tongatapu | TO-047               | Kolovai       |            | 4 299      | 285,83 hab./km²      |       |
| Neiafu        | Vava'u    | TO-051               | Neiafu        | 24         | 5 377      | 118,04 hab./km²      |       |
| Pangaimotu    | Vava'u    | TO-052               | Pangaimotu    | 10,979     | 1 203      | 118,04 hab./km²      |       |
| Hahake        | Vava'u    | TO-053               | Ta'anea       | 30         | 2 177      | 118,04 hab./km²      |       |
| Leimatu'a     | Vava'u    | TO-054               | Leimatu'a     | 21         | 2 873      | 118,04 hab./km²      |       |
| Hihifo        | Vava'u    | TO-055               | Longomapu     | 30         | 1 994      | 118,04 hab./km²      |       |
| Motu          | Vava'u    | TO-056               | Hunga         | 45,167     | 659        | 118,04 hab./km²      |       |
| Pangai        | Haʻapai   | TO-021               | Pangai        | 14,66      | 2 039      | 49,58 hab./km²       |       |
| Foa           | Haʻapai   | TO-022               | Lotofoa       | 13,903     | 1 367      | 49,58 hab./km²       |       |
| Lulunga       | Haʻapai   | TO-023               | Ha'afeva      | 73,85      | 660        | 49,58 hab./km²       |       |
| Mu'omu'a      | Haʻapai   | TO-024               | Nomuka        | 11,26      | 344        | 49,58 hab./km²       |       |
| Ha'ano        | Haʻapai   | TO-024               | Fakakai       | 9          | 456        | 49,58 hab./km²       |       |
| 'Uiha         | Haʻapai   | TO-026               | 'Uiha         | 8,4        | 553        | 49,58 hab./km²       |       |
| 'Eua Motu'a   | 'Eua      | TO-011               | 'Ohonua       | 44,5       | 2 771      | 56,07 hab./km²       |       |
| 'Eua Fo'ou    | 'Eua      | TO-012               | Angaha        | 44,5       | 2 132      | 56,07 hab./km²       |       |
| Niuatoputapu  | Ongo Niua | TO-031               | Hihifo        | 20         | 719        | 39,94 hab./km²       |       |
| Niuafo'ou     | Ongo Niua | TO-032               | 'Esia         | 52         | 431        | 8,29 hab./km²        |       |
| Tonga         | Tonga     | Tonga                | Nukuʻalofa    | 728,8      | 100 209    | 139 hab./km²         |       |